# 食破天驚系列
《食破天驚》（英語：Cloudy with a Chance of Meatballs）是由索尼動畫製作、哥倫比亞影業發行的美國電腦動畫系列。

## 電影

### 《食破天驚》（2009）
Flint Lockwood發明了一種將水轉化為食物的機器，稱為“ Flint Lockwood Diatonic超級變異動態食物複製器”（FLDSMDFR）。 弗林特（Flint）在他的實驗室中打開了FLDSMDFR，但最終導致房屋的電源過載。 然後，他決定通過將機器連接到附近的發電廠為機器供電。 當他重新打開機器時，機器最終會飛奔穿過城鎮，造成各種破壞，最終飛向天空。 在從失敗中恢復過來的同時，弗林特遇到了薩曼莎·“山姆”·斯帕克斯（Samantha“ Sam” Sparks），這是一名氣象實習生，弗林特的舉動挫敗了他的重大突破。 當彩虹色的雲朵飄過小鎮並開始下雨漢堡時，他們的談話被切斷了。

### 《食破天驚2》（2013）
回到燕子瀑布（Swallow Falls）後，他們注意到島上有種由食物製成的叢林般的環境。蒂姆在弗林特（Flint）和其他人進行調查時留在後面，他們發現了一種巨大的食動物棲息地，稱為食用動物，並遇到了一個綽號叫巴里的可愛草莓。蒂姆（Tim）在他廢棄的釣具商店裡尋找沙丁魚，遇到了一個人形的醬菜家族，並通過釣魚與他們聯繫在一起。切斯特（Chester）發現弗林特（Flint）允許他的朋友們加入他的任務，於是他帶著巴勃（Barb）前往該島，感到沮喪，並決心將他們分開，於是他及時趕到，將他們從切斯皮德（Cheespider）手中救了下來。弗林特隨後找到了他的舊實驗室，並發明了一種找到FLDSMDFR的設備。在逃避Tacodile襲擊後，Sam注意到該食肉動物正在保護其家庭，並開始懷疑Chester處境不佳。 Sam試圖說服Flint避免食用動物，但是Flint希望打動切斯特。山姆生氣了，弗林特的其他同伴也一起去了。在叢林中，Manny顛倒了Live Corp徽標，以揭示“ Live”為“ Evil”的反向拼寫，從而證實了Sam的懷疑。此外，Sam通過馴服Cheespider證明了食用動物沒有害處。他們還了解到，食肉動物以前就知道Live Corp的真相。意識到切斯特的意圖後

## 電視影集

### 《食破天驚》（2017–18）
DHX Media於2014年10月9日宣布，將根據電影專營權開發並製作電視連續劇，名為“陰天有肉丸的陰天”，於2017年3月6日在美國發行，同年4月6日在美國加拿大。該系列傳統上是動畫片，包括26集，每集22分鐘。它發生在第一部電影之前，向人們展示了弗林特·洛克伍德（Flint Lockwood）是一名高中生，他夢想成為一名認真的科學家。在他的冒險旅程中，他是鎮上的新女孩Sam Sparks和學校的“想要”的記者，還有弗林特的父親蒂姆，史蒂夫·猴子，曼尼（Steve the Monkey），曼尼（Manny）作為學校視聽俱樂部的負責人，伯爵（Earl）作為學校的體育老師，布倫特（Brent）為嬰兒裝模特，以及市長謝爾伯恩（Shelbourne）。 DHX Media處理全球電視和非美國家庭娛樂發行以及全球的銷售權，而Sony在美國發行家庭娛樂。該系列由加拿大Teletoon委託在美國卡通網絡和其他地區的Boomerang頻道播出。

## 外部連結
- 互联网电影数据库（IMDb）上《食破天驚》的资料（英文）
- 互联网电影数据库（IMDb）上《食破天驚2》的资料（英文）